# Боара Пизани
Боара Пизани (итал. Boara Pisani) је насеље у Италији у округу Падова, региону Венето.
Према процени из 2011. у насељу је живело 1429 становника. Насеље се налази на надморској висини од 4 м.

## Становништво
| 1931. | 1936. | 1951. | 1961. | 1971. | 1981. | 1991. | 2001. | 2011. |
| ----- | ----- | ----- | ----- | ----- | ----- | ----- | ----- | ----- |
| 3.578 | 3.705 | 3.961 | 3.004 | 2.699 | 2.705 | 2.498 | 2.507 | 2.611 |